# گوشه‌ای‌جمجمه
گوشه‌ای‌جمجمه (نام علمی: Goniocranion) نام یک سرده از راسته سوف‌ماهی‌سانان است.